# Isla Beef (Malvinas)
La isla Beef (en inglés: Beef Island) es una de las islas Malvinas. Se encuentra al oeste de la isla de Goicoechea, entre la bahía del Rosario y puerto Sur, cerca de la isla Ataúd.